# Childeryk I
Childeryk I (ur. ok. 437, zm. 26 grudnia 481 lub 482 w Tournai) – król Franków od 457 lub 458 roku, z dynastii Merowingów. Syn króla Meroweusza.
Po wstąpieniu na tron został wygnany przez swoich poddanych i uszedł do Turyngii, gdzie przebywał przez 8 lat, kiedy wezwany przez Franków ponownie objął ich tron.
Około roku 463 pod Orleanem udało mu się wraz z wojskami rzymskimi Egidiusza pokonać Wizygotów, którzy chcieli zająć terytoria nad Loarą. Z Turyngii, jak głosi legenda, przybyła do Childeryka Basina, siostra króla Turyngów, u którego znalazł schronienie na wygnaniu. Basina miała opuścić swego męża Bisinusa dla męstwa Childeryka. Childeryk poślubił księżniczkę Basinę, z którą miał syna Chlodwiga oraz córki Lantilde, Albofledis i Audofledis (prawdopodobnie żona Teodoryka Wielkiego króla Ostrogotów). Kilka lat później, jako sojusznik cesarstwa rzymskiego zdobył Angers pokonując Sasów.
W 27 maja 1653 w Tournai na cmentarzu przy kościele św. Brykcjusza odkryto grób Childeryka, którego pochowano jako poganina z bardzo bogatym wyposażeniem i w otoczeniu jam z pochówkami końskimi. Childeryk pochowany był w płaszczu ozdobionym trzystoma złotymi cykadami. Prawdopodobnie komora grobowa była pierwotnie nakryta kurhanem.